# Jan III Waza
Jan III Waza (ur. 20 grudnia 1537 w zamku Stegeborg, zm. 17 listopada?/27 listopada 1592 w Sztokholmie) – książę Finlandii w latach 1556–1563, król Szwecji w latach 1569–1592. Od 1581 pierwszy wielki książę Finlandii.

## Życiorys
Syn Gustawa I Wazy i jego drugiej żony Małgorzaty Leijonhufvud. Wyznania protestanckiego. Książę Finlandii od 1556. W 1562 poślubił starszą o 11 lat Katarzynę Jagiellonkę. Związek małżeński zawarty został w Wilnie. Postępowanie brata król Eryk XIV Waza uznał za zdradę i w 1563 uwięził go wraz z Katarzyną na zamku Gripsholm. W 1567 uwolnieni zostali przez Radę Królestwa. Następnie, przy poparciu możnych Jan obalił rządy brata i objął tron szwedzki. W 1570 pokojem w Szczecinie zakończył wojnę z Danią (północna wojna siedmioletnia); w walkach z Rosją 1572–1583 jego dowódcy zdobyli m.in. Narwę. W czasie elekcji 1573 roku był wysunięty jako kandydat do tronu polskiego. Ponownie kandydował w elekcji 1575 roku.
W 1587 zgodził się na elekcję syna Zygmunta na tron polski; wykształcony, interesował się teologią i historią, usiłował doprowadzić do zbliżenia między luteranizmem a katolicyzmem. Pod wpływem żony sprowadził do Szwecji zakon jezuitów, a w 1576 zgodnie z jego wolą wprowadzono nową liturgię wzorowaną na katolickiej. Interesował się sztuką, szczególnie architekturą. Po śmierci Katarzyny poślubił Gunnillę, z którą miał syna Jana, urodzonego w 1589 roku. W tym samym roku Jan III, zawiedziony niechęcią Polaków do walki przeciwko Moskwie, próbował ściągnąć swojego syna do Szwecji. Jego decyzję zablokowała arystokratyczna Rada Królestwa (Riksråd), za co jej członkowie popadli w niełaskę. Jan III, chcąc złamać szwedzką arystokrację, zawarł przymierze z Karolem Sudermańskim. Jednak będąc już śmiertelnie chory, przywrócił urzędy odtrąconym arystokratom, wymuszając na nich przyrzeczenie, iż po śmierci króla nie dopuszczą Karola do rządów w kraju.
Jego dewizą było łacińskie zdanie „Deus protector noster” (Bóg jest naszym obrońcą). Zmarł w Sztokholmie. Został pochowany w katedrze w Uppsali. Jego nagrobek jest dziełem gdańskiego rzeźbiarza (pochodzenia flamandzkiego) Willema van den Blocke’a. 
Po jego śmierci odbył się zjazd w Uppsali (przedstawicieli szlachty, magnaterii i kleru), który zniósł narzuconą przez niego liturgię i ogłosił protestancki charakter państwa.

## Galeria

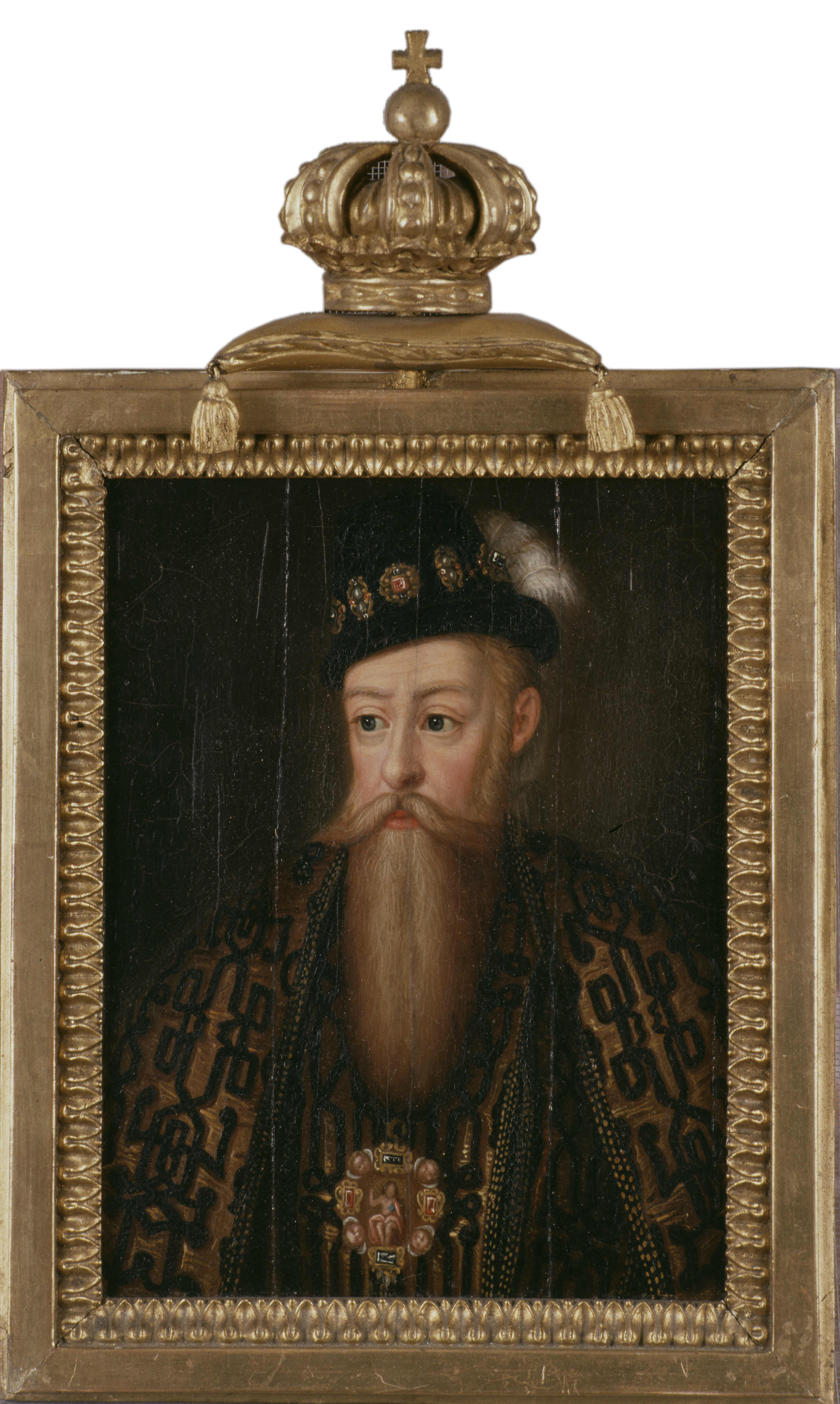
portret autorstwa Ulriki Pasch, data nieznana
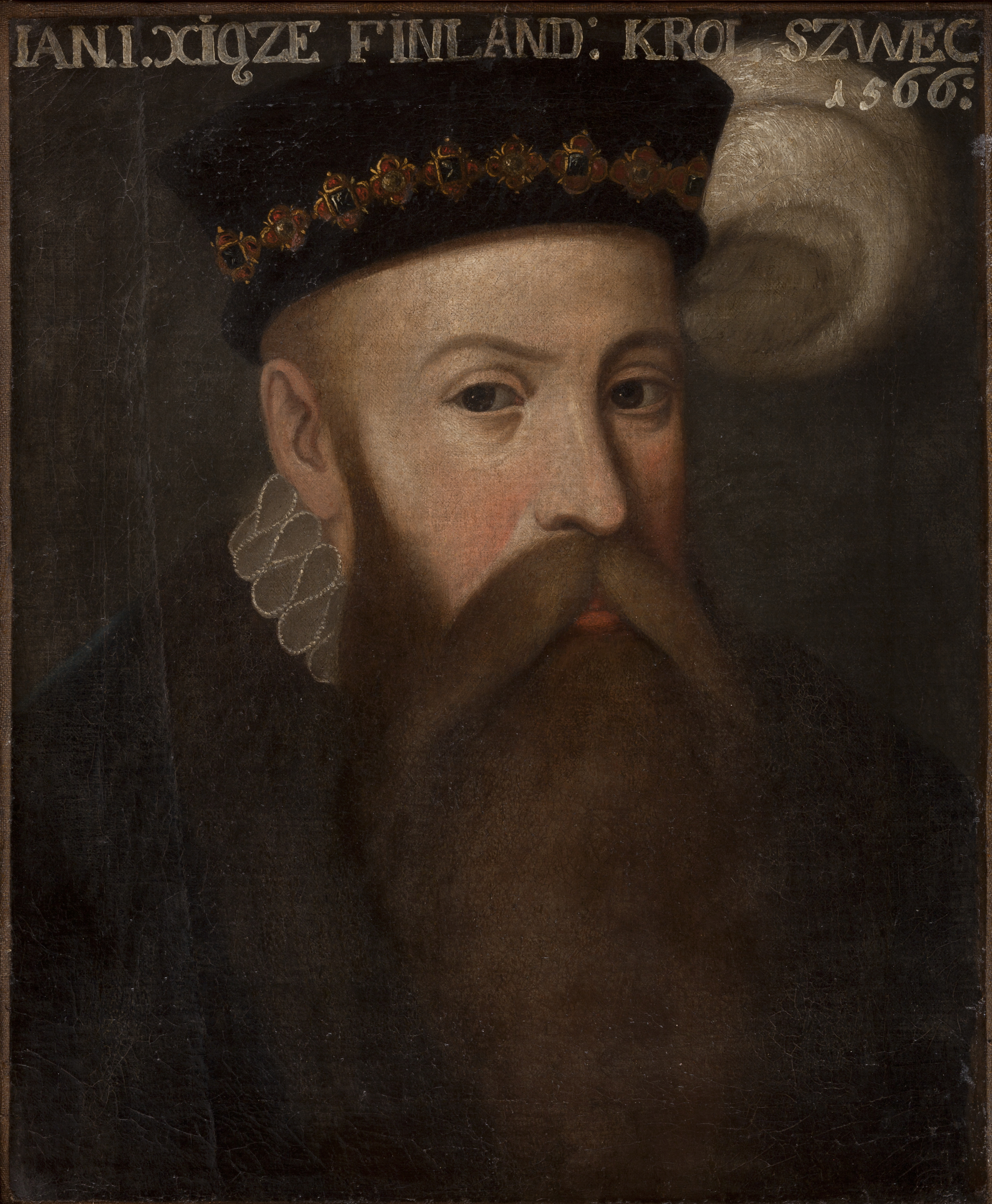
portret nieznanego autorstwa, II połowa XVI wieku, Muzeum Narodowe w Krakowie
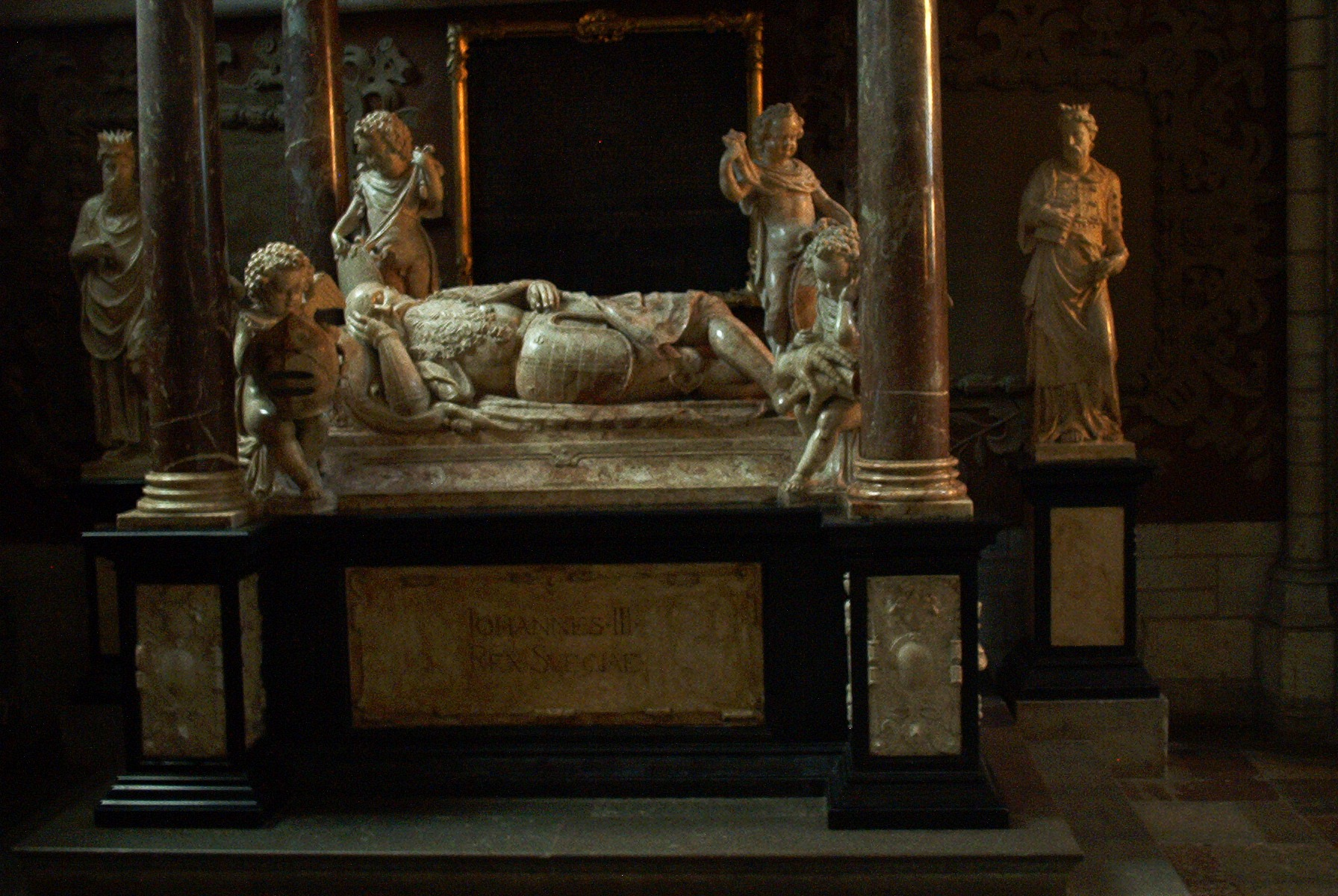
Nagrobek Jana III Wazy w katedrze w Uppsali